# Пјерлуиђи Казираги
Пјерлуиђи Казираги (итал. Pierluigi Casiraghi; 4. март 1969) бивши је италијански фудбалер и национални репрезентативац. Данас се бави тренерским послом.

## Каријера

### Клупска
Казираги је рођен у Монци где је 1985. године започео каријеру у тамошњем истоименом фудбалском клубу. Током прве сезоне клуб је испао у Серију Ц да би се 1988. поново вратио у Серију Б. Већ следеће године Казирагија купује торински гигант Јувентус. Са клубом је већ у дебитантској сезони освојио Куп УЕФА и Куп Италије да би 1993. са Јувеом био по други пута освајач Купа УЕФА.
Године 1993. играч с римским Лацијом потписује петогодишњи уговор. Најуспешнија сезона тамо била му је 1996/97. у којој је постигао 14 погодака у 28 првенствених утакмица. Током последње године у клубу, Казираги је играо јако мало јер је шведски тренер Свен Горан Ериксон преферирао нападачки тандем Ален Бокшић - Роберто Манчини.
Играча у мају 1998. купује лондонски Челси за 5.400.000 фунти. У то време у клубу је постојала италијанска колонија коју су чинили Ђанфранко Цола и Роберто ди Матео док је Ђанлука Вијали имао статус играча-тренера. Већ након неколико недеља у новом клубу, освојио је први трофеј победивши мадридски Реал у утакмици европског Суперкупа који се традиционално игра у Монте Карлу на стадиону Луј II.
Ипак, Пјерлуђи је и у Челсију имао малу минутажу те је у две године постигао само један првенствени погодак против Ливерпула на Енфилду (1:1). Такође, каријеру у Енглеској му је обележила и тешка повреда лигамената током судара са Вест Хемовим голманом Шаком Хислопом. Због тога је био на десет операција али се није успео вратити професионалном фудбалу. Због тога је 2000. прекинуо играчку каријеру.

### Репрезентативна
Казираги је био члан италијанске У21 репрезентације са којом је 1990. године играо у полуфиналу европског првенства које је одржано у Француској . За Азуре је дебитовао 13. фебруара 1991. у утакмици без погодака против Белгије.
С Италијом је наступао на Светском првенству 1994. у САД у којем је репрезентација изгубила у финалу на пенале од Бразила. Сам Казираги је на турниру одиграо утакмице против Норвешке и Мексика у групи те Бугарске у полуфиналу.
Други и последњи већи турнир на којем је наступио био је ЕП 1996. у Енглеској где је Италија неочекивано испала у групи. Пјерлуиђи је у првој утакмици против Русије постигао оба поготка за коначну победу од 2:1 а одиграо је и утакмице против Чешке и Немачке (каснијих финалиста турнира).
Своју последњу утакмицу у националном дресу одиграо је 22. априла 1998. у пријатељском сусрету против Парагваја у Парми. Домаћин је тада победио са 3:1 док је Казирахи ушао у игру у 55. минуту као замена за Кристијана Вијерија.

### Тренерска каријера
Након што је једну сезону водио јуниоре Монце, Казираги је у мају 2003. постао тренер нижелигаша Лењана.
Дана 24. јула 2006. именован је селектором италијанске У21 репрезентације где је наследио Клаудија Ђентилеа док му је асистент био бивши саиграч Ђанфранко Цола. Са младом селекцијом је већ следеће године наступио на јуниорском европском првенству на којем су Азурини испали већ у групи. На Олимпијским играма 2008. у Пекингу, Италија је поражена од Белгије у четвртфиналу са 3:2.
Под Казирагијевим вођством, у репрезентацију је доведен и Марио Балотели иако га је у то време врбовала и репрезентација Гане да дебитује за њихов сениорски тим.
Последње веће такмичење на којем је Казираги водио Азурине било је европско јуниорско првенство 2009. у којем је млада репрезентација стигла до полуфинала у којем ју је са минималних 1: 0 поразила Немачка која је касније постала европски првак.
Након неуспеха за пласман на европско јуниорско првенство 2011. и Олимпијске игре 2012. у Лондону, Пјерлуиђи напушта селекторску клупу а наслеђује га Чиро Ферара.

## Успеси

### Клупски
Јувентус
- Куп УЕФА: 1989/90, 1992/93.
- Куп Италије: 1989/90.

Лацио
- Куп Италије: 1997/98.

Челси
- ФА куп: 1999/00.
- УЕФА суперкуп: 1998.

### Репрезентативни
Италија
- Светско првентво: 1994. (вицешампион)